# Kota 905 (1960.)
Kota 905, hrvatski dugometražni film iz 1960. godine.

## Radnja
1946. je godina i rat u Jugoslaviji je službeno gotov, ali tajna služba OZNA se još uvijek obračunava s četničkim bandama koje vrše diverzije protiv novog režima. Predstavljajući se kao major Miloš, četnički poslanik iz inozemstva, kapetan OZNE Vladimir (Dušan Bulajić)
ubacuje se u bandu majora Momira (Ilija Džuvalekovski). Stvari se zakompliciraju kad Vladimira prepozna Jelka (Hermina Pipinić), kćer Momirovog doušnika Stanka (Stane Potokar)
koja ga je jednom vidjela u partizanskoj uniformi, a čiju je ruku Stanko protiv njene volje 
obećao Momiru... 

## Uloge
Dušan Bulajić- kapetan Vladimir/major Miloš 
Ilija Džuvalekovski- major Momir 
Hermina Pipinić- Jelka 
Stane Potokar- Stanko 
Pavle Vuisić- Pavle Šerpa 
Milan Srdoč- Ljubo 
Stole Aranđelović- Gavran 
Miloš Kandić- kartaš 
Dušan Janićijević- đak 
Branimir Janković- radist 
Milan Milošević- Boško 
Ivo Pajić- Vladimirov šef 
Adam Vedernjak- poručnik Ranko